# Володось, Николай Леонтьевич

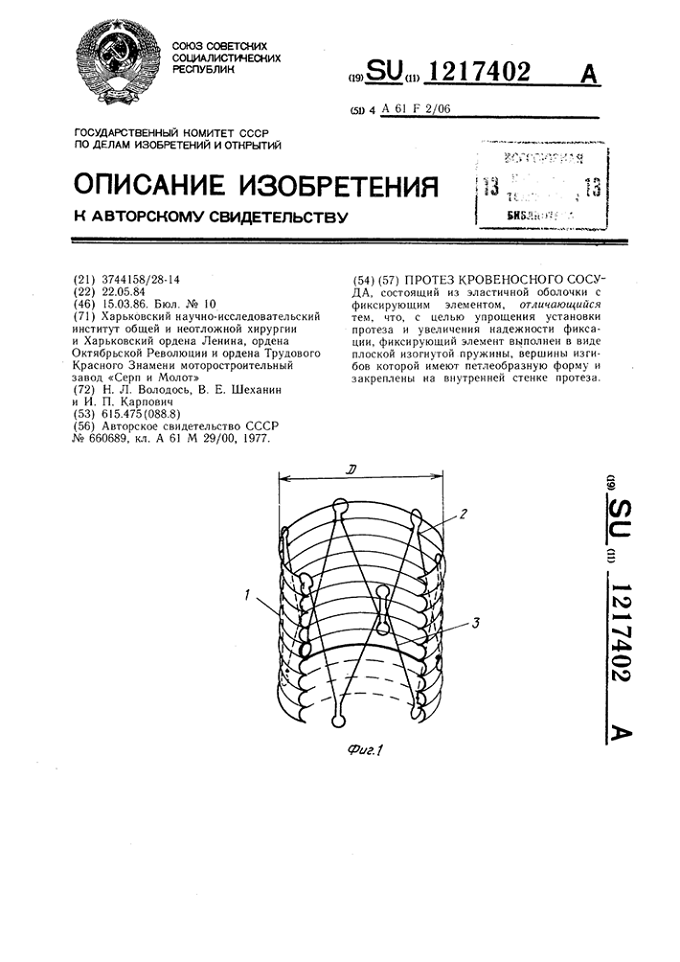
Патент на первый в мире стент-графт, примененный в клинической практике.

Николай Леонтьевич Володось (15 мая 1934 года, Кокощицы, Слонимский повет, Новогрудское воеводство, Польша — 3 апреля 2016 года, Харьков, Украина) — советский и украинский сердечно-сосудистый хирург и учёный.
Родился в семье крестьян. Отец - Леонтий Кондратьевич Володось (1907 год - 10 августа 1991 года); мать - Анна Поликарповна Володось (Соколовская) (1910 год - 12 августа 1993 года).
Был средним из трех братьев. Старший брат - Василий Леонтьевич Володось, младший - Аркадий Леонтьевич Володось.
В историю мировой хирургии вошёл как специалист, впервые в мире внедривший в клиническую практику новейшие виды эндоваскулярных и гибридных процедур для лечения стенозирующих и аневризматических поражений артериальной системы человека.
Лауреат премии имени А. Н. Бакулева (2015 г.) «За первое в мировой практике создание и использование в клинике стент-графта при лечении аневризмы грудной аорты».
По определению, данному ему зарубежными коллегами, профессор Н. Л. Володось мировому профессиональному сообществу видится «изобретателем — первопроходцем и гигантом в сосудистой хирургии», «гигантом в исторических масштабах для сосудистых и эндоваскулярных специальностей, и отцом эндоваскулярного протезирования».

## Этапы врачебной и научной деятельности
1952—1958 гг. — учёба в Одесском медицинском институте;
1958—1962 гг. — работа хирургом в г. Горское Луганской обл., затем заведующим хирургического отделения в больнице шахтёрского поселка Карбонит (г. Золотое Луганской обл.);
1962—1965 гг. — аспирантура на кафедре торакальной хирургии и анестезиологии Украинского института усовершенствования врачей (г. Харьков);
1964—1965 гг. — заведующий первым в Украине отделением сосудистой хирургии, созданным профессором А. А. Шалимовым на базе Харьковской городской больницы No 2;
1965—1972 гг. — руководитель отделения хирургии сосудов на базе Украинского института переливания крови и неотложной хирургии, преобразованного затем в Харьковский НИИ общей и неотложной хирургии (ХНИИОНХ);
1970 г. — ассистент кафедры торакоабдоминальной хирургии Украинского института усовершенствования врачей (г. Харьков);
1971 г. — защита диссертации на соискание ученой степени кандидата медицинских наук;
1972—2001 гг. — заведующий реорганизованным отделением хирургии сосудов Харьковского НИИ общей и неотложной хирургии;
1987 г. — защита диссертации на соискание ученой степени доктора медицинских наук;
С 1992 г. — профессор кафедры кардиологии и функциональной диагностики Украинского института усовершенствования врачей (г. Харьков);
1992—2013 гг. — директор Харьковского центра сердечно-сосудистой хирургии.

## Профессиональные достижения
Как ученик академика Александра Алексеевича Шалимова, на протяжении всей своей практической деятельности использовал принципы, на которых сам академик А. А. Шалимов строил свою работу:
1. «В центре деятельности врача всегда остается пациент»;
2. «Если не знаешь метод, с помощью которого можно помочь пациенту, то создай его».
Был уникальным практикующим хирургом, выполнявшим разнообразные хирургические вмешательства практически на всех сегментах сердечно-сосудистой системы человека. Для этого не только беспрерывно совершенствовал профессиональные навыки, как свои собственные, так и своих сотрудников-хирургов, но и обеспечивал постоянный профессиональный рост врачей связанных с этим смежных специальностей.
Был приверженцем развития медицины путем дальнейшей специализации. Активно выступал за идею выделения сердечно-сосудистой, а затем сосудистой и эндоваскулярной хирургии в самостоятельные направления с созданием соответствующих полноценных структурных подразделений, и осуществлял это на практике. В рамках ХНИИОНХ его усилиями было создано специализированное отделение кардиореанимации. Активно продвигал идею создания в Харькове специализированной службы оказания ургентной помощи пациентам с острым инфарктом миокарда. В 1992 году основал Харьковский центр сердечно-сосудистой хирургии как самостоятельную организацию с современной научной и клинической базой. Был сторонником мультидисциплинарного подхода в лечении заболеваний сердечно-сосудистой системы и старался осуществлять это на практике путем постоянного системного взаимодействия с кардиологами, неврологами, эндокринологами и врачами многих других специальностей.
Вместе с коллегами постоянно внедрял в руководимых им подразделениях новейшие диагностические и лечебные схемы и методы для различных видов артериальной и венозной патологии, разрабатывал свои собственные.
19 января 1977 г. выполнил первую в СССР реплантацию верхней конечности после её полного травматического отрыва на уровне нижней трети плеча. Случай был описан в центральной прессе и послужил катализатором для учреждения микрохирургии как самостоятельной специальности в советской медицине с последующим открытием специализированных центров в различных городах Советского Союза («Известия» от 9 февраля 1977, «Известия» 1977 2, «Правда» 1977).
К его личным профессиональным достижениям можно отнести и первую в Украине успешную операцию по поводу травматического разрыва грудной аорты в области её перешейка, выполненную в 1977 г.
4 мая 1985 г. — первое в мире клиническое применение оригинального стент-графта у пациента со стенозирующими поражениями артерий нижних конечностей. Выполнена операция «дистанционное протезирование левой подвздошной артерии + бедренно- заднебольшеберцовое шунтирование» по поводу стеноза левой наружной подвздошной и окклюзии поверхностной бедренной и подколенной артерий с положительным клиническим эффектом.
С 1986 г. профессор Н. Л. Володось начал применять в своей практике оригинальные эндопротезы для интраоперационного эндопротезирования аорты при её аневризматических и стенотических (окклюзирующих) поражениях с целью сокращения времени пережатия аорты во время реконструктивных операций.
24-го марта 1987 г. профессором Н. Л. Володосем и коллегами была выполнена первая в мире операция чрезбедренного дистанционного эндопротезирования нисходящего отдела грудной аорты, открывшая эру эндопротезирования аорты при её аневризме.
В 1989 г. профессор Н. Л. Володось предпринял первую попытку эндоваскулярного протезирования инфраренального отдела аорты с использованием бифуркационного эндопротеза, которая закончилась переходом к открытой процедуре из-за твистинга (перекрута) бранши протеза. В мае 1993 г. харьковской группой было выполнено первое в мире успешное эндопротезирование инфраренального отдела аорты с использованием бифуркационного эндопротеза.
В июне 1991 г. Н. Л. Володосем и коллегами была выполнена первая в мире гибридная операция по поводу ложных аневризм проксимального и дистального анастомозов после хирургического лечения коарктации аорты.
9 августа 1993 г. с использованием техники двух доступов была выполнена первая в мире операция эндопротезирования грудной аорты по поводу ложной аневризмы, осложненной развитием аорто-бронхиальной фистулы.
Для осуществления перечисленных процедур разработал, обеспечил изготовление и внедрение в клиническую практику таких известных решений и устройств, как саморасправляющаяся цилиндрическая зигзагообразная пружина (известна как Z-stent) и её комбинация с сосудистым протезом (стент-графт), различные виды доставочных систем. Многие технические решения, разработанные харьковской группой и сегодня используются мировыми производителями стент-графтов. А на принципе комбинации саморасправляющегося стента и того или иного протеза построены такие устройства, как аортальные клапаны сердца для их чрезкатетерной установки, эзофагеальные, ректальные, билиарные, эндотрахеальные стенты и другие современные устройства из различных областей хирургии. Под его руководством для разработки, изготовления, доклинического и клинического тестирования была создана мощнейшая передовая научно-техническая база, с привлечением специалистов мирового уровня из разнообразных отраслей и направлений фундаментальных наук.
В 1987г. Н.Л. Володось с соавторами опубликовали первую в мире работу с подробным описанием теоретических принципов, на которых были разработаны и построены его эндоваскулярные системы и все их компоненты, а также первые серии клинического применения этих оригинальных устройств.
Без сомнения, работы профессора Н. Л. Володося и его коллег оказали ощутимое влияние на развитие некоторых направлений современной мировой хирургии, в особенности — сердечно-сосудистой.

## Награды и признание заслуг
В 1976 г. был награждён орденом «Знак почета» (СССР).
В 1985 г. был награждён медалью «Ветеран труда» (СССР).
В 1989 г. Н. Л. Володось и некоторые члены его научной группы были награждены дипломами I и II степеней Выставки достижений народного хозяйства (ВДНХ) СССР (г. Москва) и Украинской ССР (г. Киев) за создание нового метода лечения сосудистых заболеваний (эндоваскулярное протезирование) и устройств для его осуществления.
В 2011 г. был удостоен «The ISES Milestone Award». Был членом Международного общества эндоваскулярных специалистов (the ISES) с 2006 г.
В 2013 г. был принят в качестве почетного члена в The Edward B. Diethrich Vascular Surgical Society.
В 2014 г. был номинирован как почётный член «The German Vascular Society». Одновременно он был награждён медалью (the Jörg Vollmar Medal) Фондом Йорга Фоллмара (the Jörg Vollmar Foundation).
В 2015 г. стал лауреатом премии имени А. Н. Бакулева «За первое в мировой практике создание и использование в клинике стент-графта при лечении аневризмы грудной аорты».
В 2015 г. был удостоен почетного членства в Европейском обществе сосудистых хирургов (the ESVS Honorary Membership).
В 2016 г. the European Society for Vascular Surgery (ESVS) приняло решение учредить основную лекцию своего ежегодного научного съезда. Как признание значительных профессиональных достижений профессора Н. Л. Володося, этой лекции присвоили его имя. Первая лекция была прочитана профессором Ross Naylor (Leicester, UK) в Копенгагене в 2016, затем профессором Peter Gloviczki (USA) в Лионе в 2017 г., профессором Sumaira MacDonald (USA) в Валенсии в 2018 и профессором Krassi Ivancev (Germany) в Гамбурге в 2019 г.